# Contilly
Contilly település Franciaországban, Sarthe megyében. Lakosainak száma 135 fő (2022. január 1.). Contilly Pervenchères, Montgaudry, Aillières-Beauvoir, Les Aulneaux, Louzes és Marollette községekkel határos.

## Népesség
A település népességének változása:
| Lakosok száma | 139  | 141  | 142  | 139  | 136  | 133  | 133  | 134  | 135  |
|               | 2013 | 2015 | 2016 | 2017 | 2018 | 2019 | 2020 | 2021 | 2022 |